# Мері (фільм)
«Мері» (англ. Mary, нім. Der Prozeß Baring) — англійський детективний трилер режисера Альфреда Гічкока 1931 року. Німецька версія фільму цього ж режисера — «Вбивство!» (1930). Екранізація роману Клеменс Дейн і Хелен Сімпсон «В справу вступає сер Джон» («Enter Sir John»).

## Сюжет
Після винесення обвинувального вироку у справі про вбивство, один з присяжних сумнівається в правильності вердикту і починає власне розслідування, поки вирок не привели у виконання.

## У ролях
- Альфред Абель — сер Джон Меньєр
- Ольга Чехова — Мері Берінг
- Пауль Грец — Боббі Браун
- Лотте Штейн — Бібі Браун
- Еккхард Арендт — Хендел Фейн
- Джон Майлонг — Джон Стюарт
- Луї Ральф — Бенне
- Ерміна Штерлер — міс Міллер